# Linhares Futebol Clube
El Linhares Futebol Clube es un equipo de fútbol de Brasil que juega en el Campeonato Capixaba de Segunda División, la segunda división del estado de Espirito Santo.

## Historia
Fue fundado el 16 de agosto de 2001 en el municipio de Linhares del estado de Espirito Santo con el nombre CF Linhares luego de que la Escolinha de Futebol Companhia de Craques se volviera un club profesional.
En 2004 participa por primera vez en los torneos estatales, en la segunda división estatal conformado por puros jugadores juveniles, logrando el ascenso al Campeonato Capixaba al año siguiente. En 2006 termina en tercer lugar en su primera temporada en la primera división estatal.
En 2007 cambia su nombre por el de Linhares Futebol Clube y gana su primer título estatal, mismo año en el que juega por primera vez en el Campeonato Brasileño de Serie C donde termina en el lugar 29, y también primera vez logra la clasificación a la Copa de Brasil para la temporada 2008. Donde es eliminado en la primera ronda en penales por el Juventude del estado de Río Grande del Sur, y en el Campeonato Brasileño de Serie C es eliminado en la primera ronda donde solo hizo un punto y terminó en último lugar del Grupo 12, mientras que en el Campeonato Capixaba no pudo defender el título de campeón al ser eliminado en las semifinales.
En 2011 llega a la final del Campeonato Capixaba donde la pierde ante el São Mateus, repitiendo el logro en 2014 donde esta vez perdió con el Estrela do Norte. Descendió de la primera división estatal en 2017 sin ganar un solo partido.

## Uniformes
| Local 2019  | Visita 2019 | Local 2017  | Visita 2017 | Local 2016 |
| Visita 2016 | Local 2015  | Visita 2015 |             |            |

## Palmarés
- Campeonato Capixaba: 1

2007

## Jugadores

### Jugadores destacados
- Gerlem William
- Márcio Rozário